# Héloïse Wagner
Pour les articles homonymes, voir Wagner.
Ne doit pas être confondu avec Éloïse Wagner.
Héloïse Wagner est une actrice et une chanteuse française.

## Biographie
Héloïse Wagner est la fille de la comédienne Tania Torrens et du compositeur Reinhardt Wagner. Elle suit, très jeune, une formation de danse classique en sport-études à l'Académie Chaptal avec Monique Arabian. Au théâtre, elle se forme au Studio-théâtre d'Asnières, à l'école du théâtre national de Chaillot, puis elle est reçue au concours d'entrée de la classe libre des cours Florent, promotion 27, où elle suit les cours dirigés par Jean-Pierre Garnier pendant une année.
Au théâtre, elle débute en 2008 dans Signé Topor, un spectacle musical composé par Reinhardt Wagner et mis en scène par Jean-Louis Jacopin au théâtre du Rond-Point. En 2010, elle joue Georgia dans Cinq filles couleur pêche d'Alan Ball mis en scène par Jean-Jacques Beineix au Cirque d'hiver. Puis Juana dans Le Timide au palais de Tirso de Molina mis en scène par Gwenhaël de Gouvello au Festival d'Avignon. En 2011, elle est choisie par Catherine Hiegel pour jouer Dorimène aux côtés de François Morel dans Le Bourgeois gentilhomme, au Cado d'Orléans, puis en  2012 au théâtre de la Porte Saint-Martin et en tournée jusqu'en 2013.
En 2015, elle adapte les mémoires de Kiki de Montparnasse (Souvenirs retrouvés, éditions Corti) pour la scène, autour de chansons originales signées Frank Thomas et Reinhardt Wagner. Le spectacle "Kiki de Montparnasse" est créé au théâtre du Lucernaire à la rentrée 2015 dans une mise en scène de Jean-Jacques Beineix, puis repris en 2016.
Le disque "Kiki de Montparnasse" (Éditions Milan Music) sort le 28 août 2015.
En 2016, elle joue et chante dans "Cabaret Picasso: le bateau-lavoir", au Théâtre de Poche-Montparnasse, mis en scène par Manon Elezaar,. En 2018, elle rejoint l’équipe de la comédie à succès « Silence, on tourne! » au théâtre Fontaine, écrit et mis en scène par Patrick Haudecœur. En 2019 elle joue et chante dans « Folie » , créé au théâtre du Rond-point par Jean-Michel Ribes. Le spectacle est repris au théâtre Hébertot…[pas clair]la même année, elle crée le rôle d’Armande Bernouille dans la comédie historique « Plus haut que le ciel » de Florence et Julien Lefebvre, mis en scène par Jean-Laurent Silvi.
Au cinéma, elle a eu des petits rôles dans les films de Pascal Thomas, Mon petit doigt m'a dit (2004), Le Grand Appartement (2005), L'Heure Zéro (2006), Le crime est notre affaire (2008).
À la télévision, elle apparait dans la saison 6 de la série "Engrenages" (canal+) réalisée par Frédéric Jardin. Elle a participé au film L'Aventure du théâtre du rond-point, audace joyeuse et rire de résistance, réalisé par Jean-Michel Ribes. Elle a également tourné dans des spot publicitaires pour LCL, et la MAAF, réalisés par ce dernier.

### Vie privée
Elle fut mariée à l'acteur français Tony Mpoudja  avec qui elle a une petite fille née en 2010.
En juin 2019, elle épouse le DJ Stéphane Bourbon de Penthièvre[réf. nécessaire].

## Discographie
- Kiki de Montparnasse 2015 (éditions Milan Music/ Universal music)
- Il est grand temps de rallumer les étoiles.  Guillaume Apollinaire. 2018. Livre-disque de Reinhardt Wagner. (Label 10’10)

## Distinction
- Molières 2020 : Molière de la comédienne dans un second rôle pour Plus haut que le ciel